# Manilkara rufula
Manilkara rufula е вид растение от семейство Sapotaceae.

## Разпространение
Видът е разпространен в Бразилия (Баия, Параиба, Пернамбуко, Пиауи, Сеара и Сержипи).